# Lukáš Bartošák
Lukáš Bartošák (Hlucin, 3 luglio 1990) è un calciatore ceco, difensore del Trinity Zlín.

## Caratteristiche tecniche
Gioca come terzino sinistro.